# The Godwinns
The Godwinns fue un stable de lucha libre profesional compuesto por Phineas I. Godwinn (Dennis Knight) y Henry O. Godwinn (Mark Canterbury). Fue famoso en la World Wrestling Federation por su gimmick de dos primos hillbillys de Arkansas.

## Historia
Los dos hombres que serían más tarde conocidos como The Godwinns comenzaron en la United States Wrestling Association bajo los nombres de Tex Sallinger (Phineas) y Master Blaster (Henry) en 1991. Master Blaster era un personaje enmascarado. Debido a su estatura y ropa, algunos creyeron erróneamente que Tex y Blaster eran un antiguo equipo conocido como  "The Texas Hangmen" que acababa de dejar la USWA. El dúo tuvo un feudo con Jeff Jarrett y Robert Fuller como parte de la storyline "Texas / Tennessee". Después de alcanzar un poco de notoriedad en la empresa, fueron fichados por la World Championship Wrestling en 1992.

### Tex & Shanghai
El dúo fue renombrado Tex Slazinger y Shangai Pierce (que siguió enmascarado), e hicieron su debut en noviembre de 1992. Sudebut fue sin mucha fanfarria debido a que fueron usados como mid-cardspara alzar otros equipos. Tuvieron un minifeudo de todo tipo con Kent y Keith Cole, los Cole Twins (quienes clamaban que la fama era debida a ser idénticos). Tex y Shanghai aparecieron principalmente en los programas de WorldWide y WCW Saturday Night. Tex Slazinger se convirtió en personaje de culto para el público, y el equipo fue llamado extraoficialmente por el comentarista Jesse Ventura "The Texicans".
Tex en Shanghái aparecieron en eventos de la WCW sin perder excepto en el Battlebowl de 1993. Tex y Shanghái estaban en equipos diferentes en un "Lethal Lothery" Match. Shanghái ganó, pero fue eliminado de la Battle Royal que se celebró momentos después.
En su tiempo en la WCW, sirvieron como jobbers para los campeones 2 Cold Scorpio & Marcus Alexander Bagwell y Cactus Jack & Maxx Payne. En 1994, Shanghái fue desenmascarado durante un combate contra Johnny B. Badd y ya nunca más llevó la máscara. Después del verano de 1994, Tex y Shanghái dejaron la WCW; Shanghái fue fichado por la World Wrestling Enteirtanment y Tex trabajó en circuitos independientes y durante un tiempo de nuevo en la WCW.

### The Godwinns
Canterbury se unió a la WWF en 1994 y tomó un gimmick de ganadero porcino, llamándose Henry O. Godwinn. Canterbury fue heel primero, trabajando para la Million Dollar Corporation bajo el mandato de Ted DiBiase y luego face, tras ser expulsado del stable.
En los siguientes meses de 1996, Dennis Knight entró en la WWF y fue llamado Phineas I. Godwinn, primo de Henry. El dúo fue dirigido por Hillbilly Jim e hicieron su debut poco antes del torneo para los nuevos Campeones por Parejas después de que Billy Gunn sufriera una lesión de cuello. The Godwinns llegaron hasta el final en WrestleMania XII, donde perdieron ante the Bodydonnas. The Godwinns tuvieron un feudo con ellos durante un par de meses, no consiguiendo los títulos por haberse enamorado Phineas de la mánager de Bodydonnas, Sunny, inicialmente en contra de ellos.
The Godwinns finalmente tuvieron su venganza contra los Bodydonnas ganando los títulos en mayo de 1996. Sunny les traicionó y se unió a The Godwinns para permanecer cerca de los campeones. En In Your House 8, The Godwinns perdieron los títulos contra the Smokin' Gunns, y Sunny se pasó a su bando. The Godwinns tuvieron un feudo contra ellos, pero no recuperaron los títulos. Por el resto de 1996, The Godwinns se convirtieron en un sólido mid-card.
Durante un combate en abril, Henry Godwinn sufrió una lesión de vértebra cuando Legion of Doom sobreactuaron en un "Doomsday Device".
Henry fue puesto en inactividad durante 15 meses para recuperarse de la lesión, pero volvió en sólo dos. Cuando Henry volvió al dúo éste se hizo menos alegre, convirtiéndose lentamente en heel. Se deshicieron de sus gimnicks de hillbillys por el de dos sureños vengativos, y abandonaron a su mánager Hillbilly Jim por Uncle Cletus; su estilo de lucha se hizo más violento, atacando a sus oponentes con cubos de estiércol. Tuvieron un feudo contra The Headbangers, a los que ganaron los títulos por Parejas en Badd Blood, pero les duraron poco, ya que los perdieron contra The Legion of Doom dos días después, por culpa del mánager Uncle Cletus, al que luego atacaron brutalmente, dejando la WWF.

### Southern Justice
Después del feudo con Legion of Doom, entraron en otro con los returnantes The Quebecers, que fallaron en su intento de ganar fanes. El equipo comenzó a hundirse, y abandonaron sus gimmicks hillbilly y adoptaron otro de guardaespaldas, siendo contratados por Jeff Jarrett y siendo llamados "Southern Hired Gun", bajo sus nombres reales. El equipo fue llamado Southern Justice y entraron en un feudo con D-Generation X, contra los que lucharon en el evento Breakdown: In Your House y perdieron contra el equipo de DX, conformado por Billy Gunn, Road Dogg y X-Pac.
Poco después del evento, Canterbury se lesionó una vértebra y requirió cirugía, teniendo que retirarse de la lucha libre. Dennis Knight permaneció con la compañía un par de años más, siendo renombrado Mideon y Naked Mideon.

### Deep South Wrestling
En septiembre de 2006, Canterubry participó en algunos combates en la World Wrestling Entertainment. El 15 de septiembre, la WWE anunció que había firmado un contrato, y a consecuencia de esto fue enviado a la Deep South Wrestling, donde debutó el 30 de noviembre haciendo equipo con Ray Gordy, quien sería conocido como Cousin Ray, bajo el gimmick de un pariente lejano de los anteriores Godwinns. Big Tilly Godwinn también sería otro miembro del grupo, durante un breve espacio de tiempo. Posteriormente Ray sería movido al roster de SmackDown bajo el nombre de Jesse.

## En lucha
- Movimientos finales
  - Double Slop Drop[1] (Double inverted DDT)
  - Country Thunder[2] (Pumphandle slam de Henry seguido de diving splash de Ray)[25]

- Movimientos de firma
  - Combinación de drop toehold de Henry seguido de running jumping elbow drop de Phineas
  - Aided leg drop

- Managers
  - Hillbilly Jim
  - Sunny
  - Uncle Cletus

## Campeonatos y logros
- World Wrestling Federation
  - WWF Tag Team Championship (2 veces)

- Wrestling Observer Newsletter awards
  - Worst Tag Team (1996, 1997)